# Campionati africani di scherma 2018
I Campionati africani di scherma 2018 sono stati la 18ª edizione della manifestazione continentale organizzata dalla African Fencing Union. Si sono svolti dal 5 al 9 giugno 2018 a Tunisi, in Tunisia.

## Medagliere
| Posiz. | Nazione        | Oro | Argento | Bronzo | Totale |
| ------ | -------------- | --- | ------- | ------ | ------ |
| 1      | Egitto         | 6   | 6       | 6      | 18     |
| 2      | Tunisia        | 5   | 4       | 2      | 11     |
| 3      | Marocco        | 1   | 0       | 0      | 1      |
| 4      | Algeria        | 0   | 1       | 8      | 9      |
| 5      | Senegal        | 0   | 1       | 1      | 2      |
| 6      | Costa d'Avorio | 0   | 0       | 1      | 1      |
| Totale | Totale         | 12  | 12      | 18     | 42     |

## Risultati delle gare

### Maschili
| Specialità  | Oro                                                                    | Argento                                                                                 | Bronzo                                                               |
| Individuali |                                                                        |                                                                                         |                                                                      |
| Fioretto    | Alaaeldin Abouelkassem                                                 | Mohamed Ayoub Ferjani                                                                   | Hamid Sintes Mohamed Essam                                           |
| Spada       | Houssam Elkord                                                         | Ahmad Elsokkary                                                                         | Ahmed Elsayed Alexendre Bouzaid                                      |
| Sciabola    | Fares Ferjani                                                          | Mohamed Amer                                                                            | Mohab Samer Hichem Smandi                                            |
| A squadre   |                                                                        |                                                                                         |                                                                      |
| Fioretto    | Egitto Alaaeldin Abouelkassem Marwan Ahmed Mohamed Essam Mohamed Hamza | Tunisia Mohamed Ayoub Ferjani Mohamed Khalil Jouini Mohamed Aziz Metoui Mohamed Samandi | Algeria Roman Djitli Salim Heroui Yanis Baptiste Mabed Victor Sintès |
| Spada       | Egitto Adel Abdelrahman Ahmed Elsayed Ahmad Elsokkary Mahmoud Mohsen   | Senegal Cheikh Omar Diallo Bourama Keba Sagnan Seckou Tounkara                          | Algeria Menouar Benreguia Maxime Hichem Cade Mohamed Cherif Kraria   |
| Sciabola    | Egitto Mohamed Amer Ahmed Amr Mostafa Ayman Mohab Samer                | Tunisia Amine Akkari Ahmed Ferjani Fares Ferjani Hichem Smandi                          | Algeria Akram Bounabi Hamza Adel Kasdi Anis Mairi                    |

### Femminili
| Specialità  | Oro                                                                | Argento                                                         | Bronzo                                                                               |
| Individuali |                                                                    |                                                                 |                                                                                      |
| Fioretto    | Inès Boubakri                                                      | Yara Elsharkawy                                                 | Noha Hany Noura Mohamed                                                              |
| Spada       | Aya Medany                                                         | Nardin Ehab                                                     | Gbahi Gwladys Sakoa Inès Boubakri                                                    |
| Sciabola    | Azza Besbes                                                        | Nada Hafez                                                      | Abik Boungab Lina Mohamed                                                            |
| A squadre   |                                                                    |                                                                 |                                                                                      |
| Fioretto    | Tunisia Sarra Afi Inès Boubakri Haifa Jabri Fatma Sethom           | Algeria Ines Jade Fellah Meriem Mebarki Sonia Zeboudj           | Egitto Yara Elsharkawy Noha Hany Noura Mohamed                                       |
| Spada       | Egitto Nardin Ehab Salwa Gaber Ayah Mahdy Aya Medany               | Tunisia Inès Boubakri Nesrine Ghrib Maya Mansouri Feryel Ziden  | Algeria Maroua Gueham Hanane Laggoune Yousra Zeboudj                                 |
| Sciabola    | Tunisia Amira Ben Chaabane Azza Besbes Khadija Chemkhi Olfa Hezami | Egitto Logayn Faramawe Lina Mohamed Noura Mohamed Nour Montaser | Algeria Chaima Benadouda Amira Hayet Sabah El Hafaia Ines-Jade Fellah Meriem Mebarki |